# Philip Chetwode, 2. Baron Chetwode
Philip Chetwode, 2. Baron Chetwode (* 26. März 1937) ist ein britischer Peer.
Er ist der ältere Sohn von Roger Charles George Chetwode (1906–1940) und dessen Gattin Molly Patricia Berry (1915–1995). Sein Großvater väterlicherseits ist der Feldmarschall Philip Walhouse Chetwode, 1. Baron Chetwode (1869–1950).
Da sein Vater 1940 im Zweiten Weltkrieg gefallen war, erbte er beim Tod seines Großvaters dessen Adelstitel als 2. Baron Chetwode und  8. Baronet, of Oakley. Mit dem Baronstitel war auch ein Sitz im House of Lords verbunden. Im Hansard sind keine Parlamentsreden von ihm verzeichnet. Sein erblicher Anspruch auf den Parlamentssitz erlosch mit Inkrafttreten des House of Lords Act 1999.
Von 1956 bis 1966 diente er bei den Royal Horse Guards, zuletzt im Rang eines Captain.
Am 10. August 1967 heiratete er in erster Ehe Susan Janet van der Byl (* 1944). Die Ehe wurde 1979 geschieden. In zweiter Ehe heiratete er am 12. Juli 1990 Fiona Tsintsaris. Aus erster Ehe hat er drei Kinder:
- Hon. Roger Chetwode (* 1968) ⚭ Miranda Rowan-Thomson;
- Hon. Alexander Chetwode (* 1969) ⚭ Alexandra Louise Neville Last;
- Hon. Miranda Chetwode (* 1974) ⚭ Jonathan Moore Bethel.